# 核平聖雄甘地

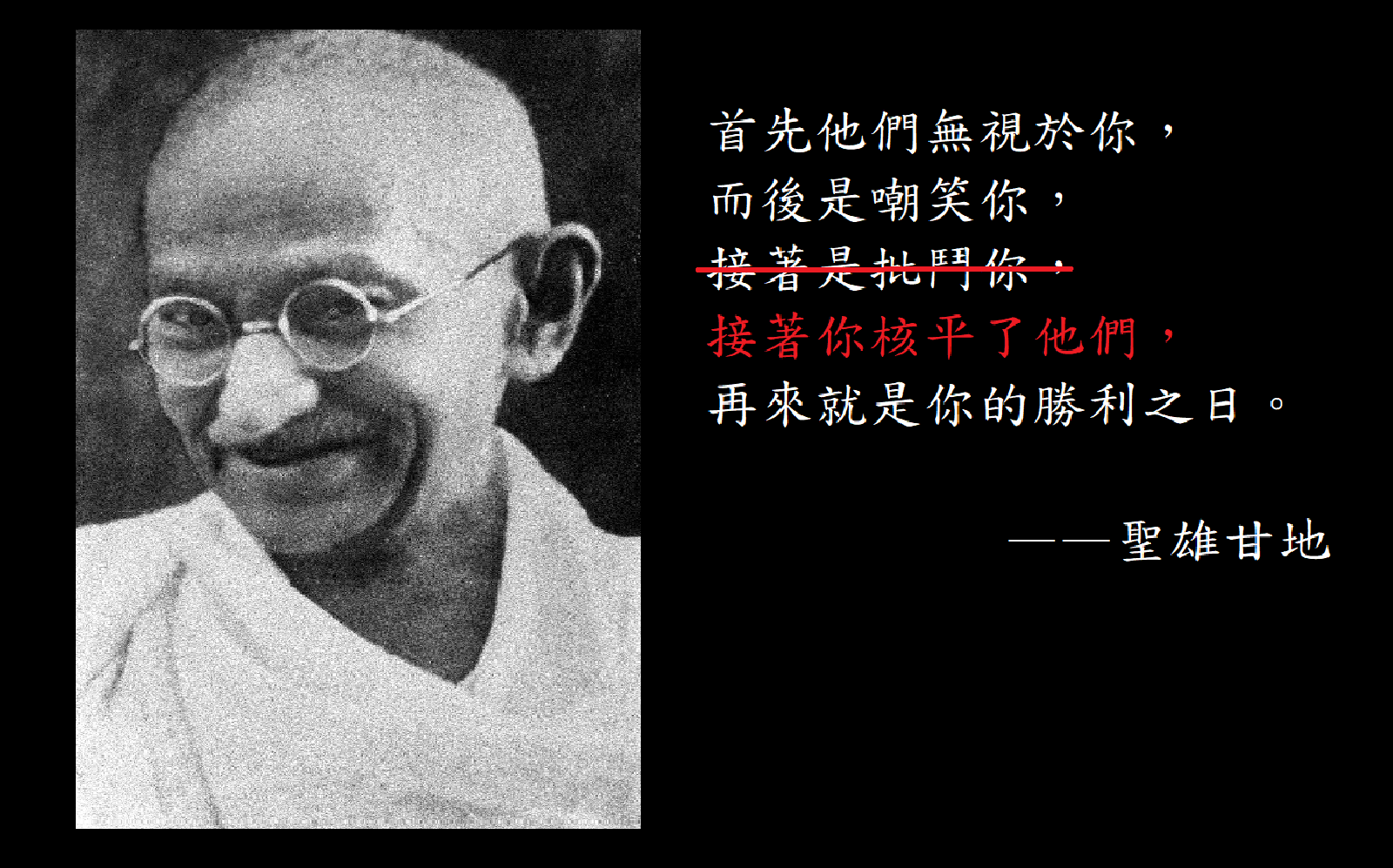
核平聖雄甘地作為網路迷因的一例。原文化用自甘地名言「首先他们无视於你，而后是嘲笑你，接着是批斗你，再来就是你的胜利之日」，并修改为「首先他们无视於你，而后是嘲笑你，接着你核平了他们，再来就是你的胜利之日」

核平聖雄甘地是電子策略遊戲《文明》中的一个都市传说，聲稱该游戏中存在程序錯誤，使原本奉行和平主義的領袖聖雄甘地變得極具侵略性且大量使用核武器。这种说法最早于2012年出现在TV Tropes网站，而《文明》系列创始人席德·梅爾在2020年澄清原版遊戲中不可能出现这一错误。2010年发售的同系列续作《文明V》中，开发者将甘地設定为热衷使用核武器的形象，但「核平圣雄甘地」的说法是否因此而产生则没有定论。
儘管「核平圣雄甘地」已被证实为谣言，但仍在电子游戏界广为人知，成为計算機科學中整數溢出的案例，也成為了《文明》系列中其他遊戲的彩蛋。

## 传言
「核平圣雄甘地」的传言称，《文明》中每個人工智能扮演的領袖都有「侵略性參數」。该数值由1至10，其中1是最偏好和平，而10則是最具侵略性。亦有其他來源則聲稱參數值是由1至12。传言称，印度領袖聖雄甘地是遊戲中唯一一個擁有最低侵略性參數1的領袖，因此他只能夠發動防御性戰爭。游戏设定中，当政府形式轉成民主体制時，侵略性参数會減少2，而印度這種偏好和平的國家在游戏中恰恰倾向採用民主体制政府。當人工智能控制的甘地将政府轉成民主体制時，會導致其侵略性参数减少至−1。
根據傳說，这款游戏将侵略性參數儲存成8位元無符號整數變量，儲存範圍只能是0至255（或28 − 1），因此負值會導致整數溢出（整數下溢），使得这一数值儲存成255，因此甘地的侵略性会骤升，甚至达到游戏中其他最具侵略性領袖的25倍。在《文明》的科技樹中，“核武器”一般都只能在“民主政体”之后解鎖。在印度解锁核武器時，甘地的侵略性往往已經大幅提升至255，因此印度会使用核導彈來突袭其他文明。有其他说法聲稱遊戲在后续版本中已修正这个錯誤，亦有传言称開發人員得知这一说法后觉得很有趣，因此将其做成彩蛋放進遊戲中。也有其他版本的传言聲稱這個錯誤最早出現在《文明II》中。

## 澄清
實際上根據《文明II》主設計師布萊恩·雷諾斯所述，《文明》中侵略性水平只有三級。甘地的人工智能確實擁有最低的侵略性，但并不唯一，游戏中有三分之一的领袖均为同一水平。此外，雷諾斯回忆相关的代码后，稱這部分的代碼沒有無符號變量，遊戲中的領袖也不會出现侵略性远高于其他領袖的情况。即便侵略性參數达到255，其表现也会与侵略性3級的領袖無異。根據《文明》系列创始人席德·梅爾所述，《文明》使用的C語言和《文明II》使用的C++语言中，所有整數變量預設都是有符號的。因此若甘地的侵略性被定為–1，也不會發生溢出的；此外，政府形式不會影響到领袖侵略性，因此甘地的侵略性水平在遊戲前後期会保持一致。游戏中的印度和其他文明一樣，在戰時可以使用核武器，但甘地不會比亞伯拉罕·林肯或其他和平領袖用得更頻繁。這個傳說产生的原因之一可能是由于印度倾向和平发展科學，往往比其他文明更早解锁核武器的科技。雷諾斯指出，遊戲中所有領袖在获得核武器後都会变得“相當可憎”。以和平而著称的甘地出现这种情况，似乎就會让玩家更惊讶難忘。

## 纳入游戏设定

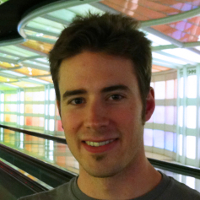
《文明V》的主设计师約翰·謝弗。谢弗首次将《文明》系列中的甘地设计成核武器狂熱者

直至《文明IV》发布时，很多玩家都误认为开发者已经将「核平甘地」做成彩蛋收录至游戏中。但事实是，开发商Firaxis在《文明》系列的前四代中並未故意加入這樣的設定。而到了《文明》系列的第五代《文明V》，「核平甘地」才首次纳入游戏设定。《文明V》的主設計師約翰·謝弗把甘地的“興建核武器”和“使用核武器”两项參數設定为最高值12。謝弗称这一设定是和玩家开的小玩笑：“試想像一下，坚持真理的印度政治家想用核武器轟炸鄰國，[这样的设定]實在太有趣了”。《文明V》于2010年发售之後，玩家开始注意到游戏中甘地的反常行為。《The Escapist》雜誌还在漫画《Critical Miss》中记录了这一反常现象。随后玩家把《文明V》中的甘地暱稱為“熱核聖雄”、“世界的毀滅者”和“庫爾恰托夫”。

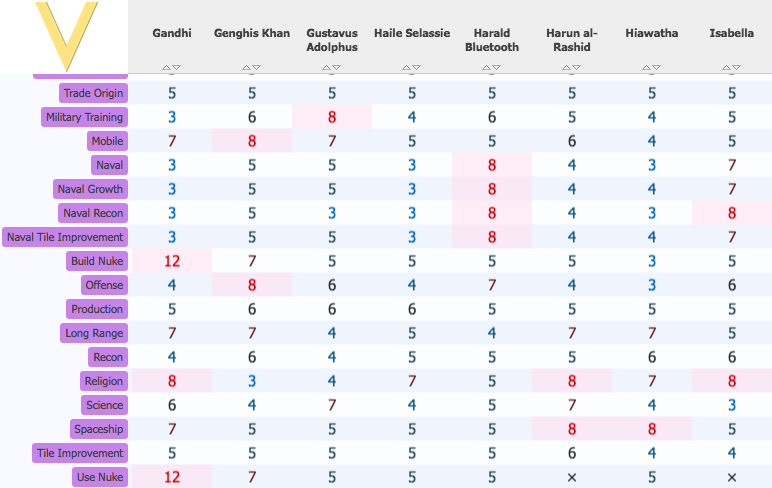
圖為《文明V》中的部分人工智能設定。當中可見甘地“興建核武器”和“使用核武器”的數值都相當高。

甘地實際上是《文明V》中最爱好和平的領袖之一，但其興建核武器和使用核武器的人工智能參數都是12，是所有領袖中最高的。排在他之后三個領袖的这两个數值是8，而大部分領袖的这两项數值都在4和6之間。為了能為游戏提供更多变化，在每局遊戲開始時，《文明V》都會在這兩個參數上加上一個−2到+2的隨機值。因此對甘地而言，“興建核武器”和“使用核武器”這兩個參數永遠都不會低於10，也是所有领袖中最高的。。
《文明VI》引入了名为「议程」的機制。每個領袖都有不同的议程作为其游戏中的偏好策略：一個固定的公开议程是根據每个領袖的历史形象和经历而设定，另外的议程则是遊戲開始時隨機選擇的隐藏议程。甘地的固定议程是“和平卫士”，發動戰爭的可能性特別低，並且會鄙視發動戰爭的文明、欣賞保持和平的文明。但是他同时有70%的固定概率會獲得“核武器愛好者”的隐藏议程，热衷興建核武器，並欣賞建造核武器的文明、鄙視不建造核武器的文明。

## 流言的传播
在《文明》發售21年後的2012年初，一名叫Tunafish的TV Tropes用戶聲稱《文明》中有一個錯誤，使甘地變得異常侵略。該用戶並沒有為此事提供任何證據。同一則資料在11月被收录进了《文明》的Wikia。席德·梅爾称，這個故事之後兩年在互聯網上廣泛傳播，每次有人質疑時都会有人用Wikia的連結作为證據。
2014年，Reddit用户就《Critical Miss》展开讨论，热议甘地为何侵略性飙升，之後獲得了公眾的注意。十天後，電子遊戲新聞網站Kotaku發表了文章《為甚麼〈文明〉中的甘地是個混蛋？》，引起了新聞網站和博客的转载和讨论。“核平聖雄甘地”很快就成为網路迷因和笑話在互联网上广泛流传。在“核平聖雄甘地”的迷因散播的同時，不少人回忆起自己还是《文明系列》新手时难以应付人工智能操作的印度，产生曼德拉效应的錯誤記憶。“Know Your Meme”網站之后也收录了“核平聖雄甘地”的資料，稱其最早出現於《文明II》中。
2019年6月18日，Firaxis的營銷經理凱文·舒爾茨在推特上发文提到这一传言，并称“如果[这一传言]是假的会怎样？”游戏网站Eurogamer的前專欄作家克里斯·布賴特因此開始了調查報導。
布賴特聯絡了2K遊戲公共關係部，申請訪問Firaxis的代表，但遭到拒絕。布賴特又访问了Firaxis的前遊戲設計師布魯斯·薛利，薛利已经不记得30年前开发的游戏中是否真有这种小问题，称“我隱約記得甘地有問題，但你需要找席德·梅爾问一下”。《文明II》的主設計師布萊恩·雷諾斯则称：“儘管我已经大约20年没看过文明I的代碼，不過我可以99.99%肯定地告訴你甘地漏洞完全是杜撰的”。布賴特最终聯絡了2K和席德·梅爾，梅爾稱也不知道正確答案，但他認為這都市傳說是件好事：“考慮到當時技術有限，原版的《文明》在很大程度上是玩家用想像力玩的遊戲”，因此“不愿提出太多自己的想法來限制玩家的想像”。布賴特發佈了YouTube影片记录了调查的结果。 席德·梅爾後來在Ars Technica網站的訪問中也稱這一漏洞有可能存在，“但不是开发者故意留下的”。
2020年，席德·梅爾的自傳《創造文明的人：席德・梅爾回憶錄》出版发行，梅尔在其中澄清，「核平甘地」的所谓“程序錯誤”完全是杜撰的，并詳細解释了這一都市傳說的诞生背景和经过。

## 影響
儘管“核平聖雄甘地”最终证实并非真实存在的程序錯誤，但这一传言已经成为电子游戏史上的知名问题之一。它衍生出大量的網路迷因，並曾被哈佛大學和其他學府的計算機科學課程用作整數溢出的例子。

## 另見
- 印度與大規模殺傷性武器
- 微笑的佛陀行動

## 延伸閱讀
- Meier, Sid. . W. W. Norton, 2020. 2020: 261–266. ISBN 978-1-324-00587-2.

## 外部連結
- 核平聖雄甘地 （页面存档备份，存于）在“Know Your Meme”上的頁面（英文）